# Philipp Peschke
Philipp Peschke, född 13 juni 2005, är en tysk simmare.

## Karriär
Vid EM 2024 i Belgrad var Peschke en del av Tysklands lag som tog brons på 4×200 meter mixed frisim.